# Isa ibn Ali Al Khalifa
Isa ibn Ali Al Khalifa (Riffa, 1848 – Manama, 9 dicembre 1932) è stato lo sceicco del Bahrein dal 1869 fino alla sua morte.

## Biografia

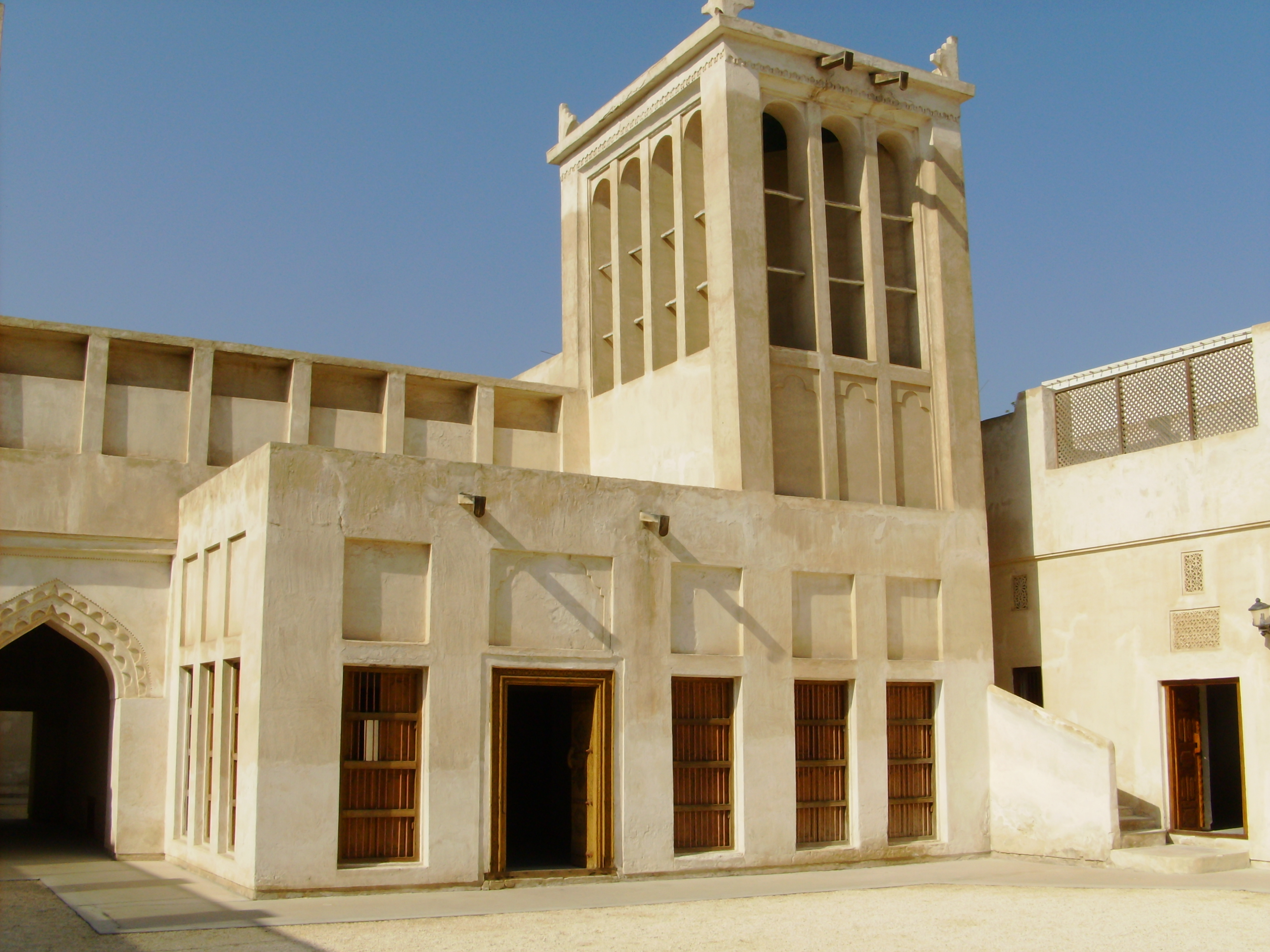
Il palazzo di Isa a Muharraq.

Isa ibn Ali Al Khalifa era il figlio quartogenito dello sceicco Ali bin Khalifa al Khalifa. Quando Ali venne deposto nel febbraio del 1868 dal fratello Muhammad ibn Chalifa Al Chalifa come nuovo sceicco del Bahrein e proseguì lo stabilimento di un protettorato britannico nell'area, operazione che si concluse ufficialmente nel 1861. I contrasti tra i due fratelli proseguirono e nel 1869 Muhammad venne ucciso dal rivale.
Dopo la morte di Muhammad, Isa prese il potere assieme ad un fratello che rimase in vita sino al 1888: da quel momento in poi Isa regnò solo. Nel frattempo nel 1892 egli rinnovò il trattato di protettorato con la Gran Bretagna, pur rimarcando nuovamente la volontà di trattenere per sé il diritto di gestire gli affari interni del Bahrein. Il Regno Unito avrebbe d'altro canto gestito tutta la politica estera del Bahrein e in tal modo Isa non era autorizzato a concludere trattati in modo indipendente con altre potenze. Dal 1926, negli anni della vecchiaia, Isa venne affiancato da un consulente britannico, Charles Belgrave, il quale lo aiutò nell'attuazione di riforme tese a favorire il progresso sociale come leggi per la regolamentazione della pesca delle perle che è tradizionalmente una delle punte principali dell'economia locale.
Si sposò quattro volte ed ebbe nove figli, cinque maschi e quattro femmine.
Isa morì nel 1932 a Manama dopo ben 63 anni di regno che nel Bahrein rappresentano il più lungo periodo di regno nella storia locale per un solo monarca oltre ad essere uno dei sovrani più longevi al mondo. Gli succedette il figlio primogenito Hamad bin Isa Al Khalifa.